# Restinga Seca (tiểu vùng)
Restinga Seca là một tiểu vùng thuộc bang Rio Grande do Sul, Brasil. Tiều vùng này có diện tích 3005 km², dân số năm 2007 là 66271 người.